# Takoma Park (Maryland)
Takoma Park é uma cidade localizada no estado americano de Maryland, no Condado de Montgomery. A cidade foi fundada em 1883, e incorporada em 1890.
A sua área é de 5,5 km², sua população é de 17 299 habitantes, e sua densidade populacional é de 3 150,6 hab/km² (segundo o censo americano de 2000).

No passado foi declarada como uma zona livre da energia nuclear. Possui um armazém gigante de milho no meio da cidade, construído para funcionar como combustível alternativo de aquecimento.  Alguns edifícios funcionam a energia eólica. É conhecida pelo seu festival de folclore e pelo Quatro de Julho.

## Demografia
Segundo o censo americano de 2000, a sua população era de 17.299 habitantes.
Em 2006, foi estimada uma população de 18.497, um aumento de 1198 (6.9%).

## Geografia
De acordo com o United States Census Bureau tem uma área de 5,5 km², dos quais 5,5 km² cobertos por terra e 0,0 km² cobertos por água.

## Localidades na vizinhança
O diagrama seguinte representa as localidades num raio de 8 km ao redor de Takoma Park.